# Oberloch
Oberloch ist ein Gemeindeteil der Stadt Weismain im Landkreis Lichtenfels (Oberfranken, Bayern).

## Geografie

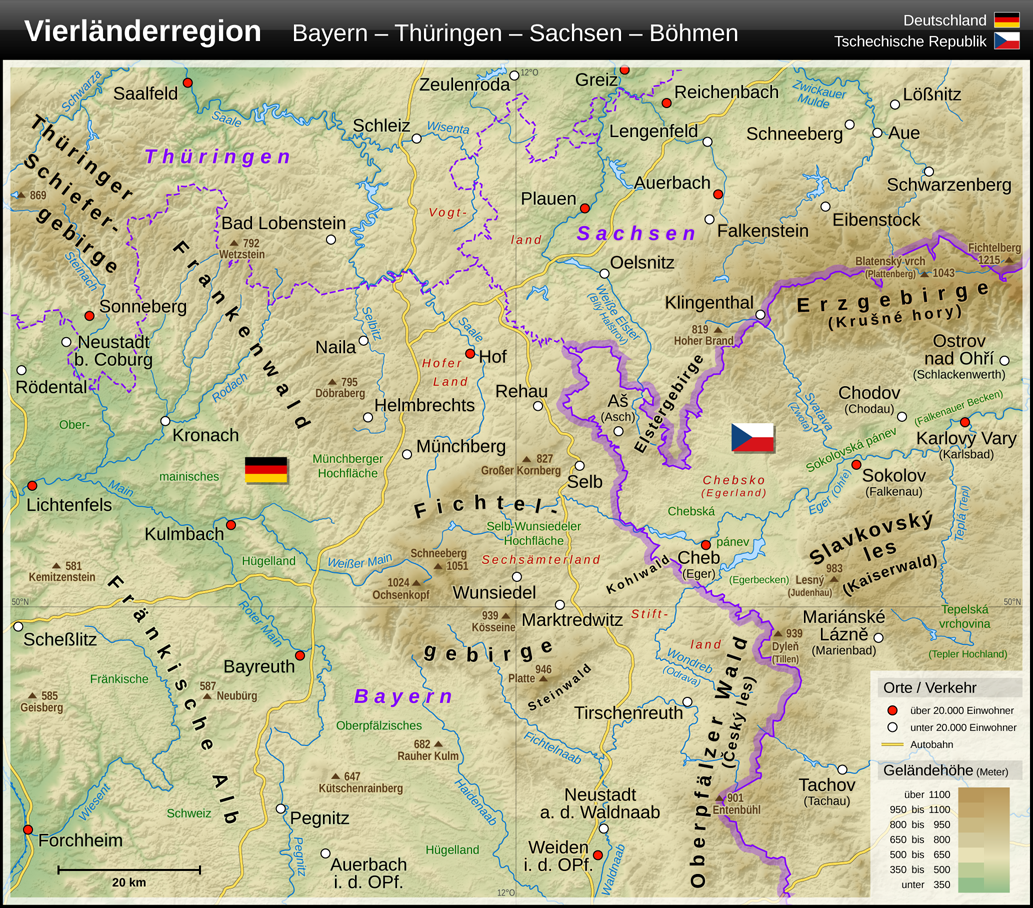
Nordost-Oberfranken

Die Einöde Oberloch liegt im Nordosten von Oberfranken, am südlichen Berghang der Kordigast und etwas nordwestlich des Flurgebietes Pfauengrund. Der Pfauengrund ist das Quellgebiet des Weiherwiesengrabens, einem kleinen Bachlauf, der ein linker Zufluss der Weismain ist. Die Nachbarorte sind Pfaffendorf im Norden, Woffendorf im Nordosten, Bernreuth im Osten, Giechkröttendorf im Südosten, Berghaus im Südwesten sowie Tauschendorf und Burkheim im Nordwesten. Die Einöde ist von dem fünf Kilometer entfernten Weismain aus über eine Ortsverbindungsstraße erreichbar, die am nordwestlichen Ortsrand von Giechkröttendorf in einen Feldweg übergeht.

## Geschichte

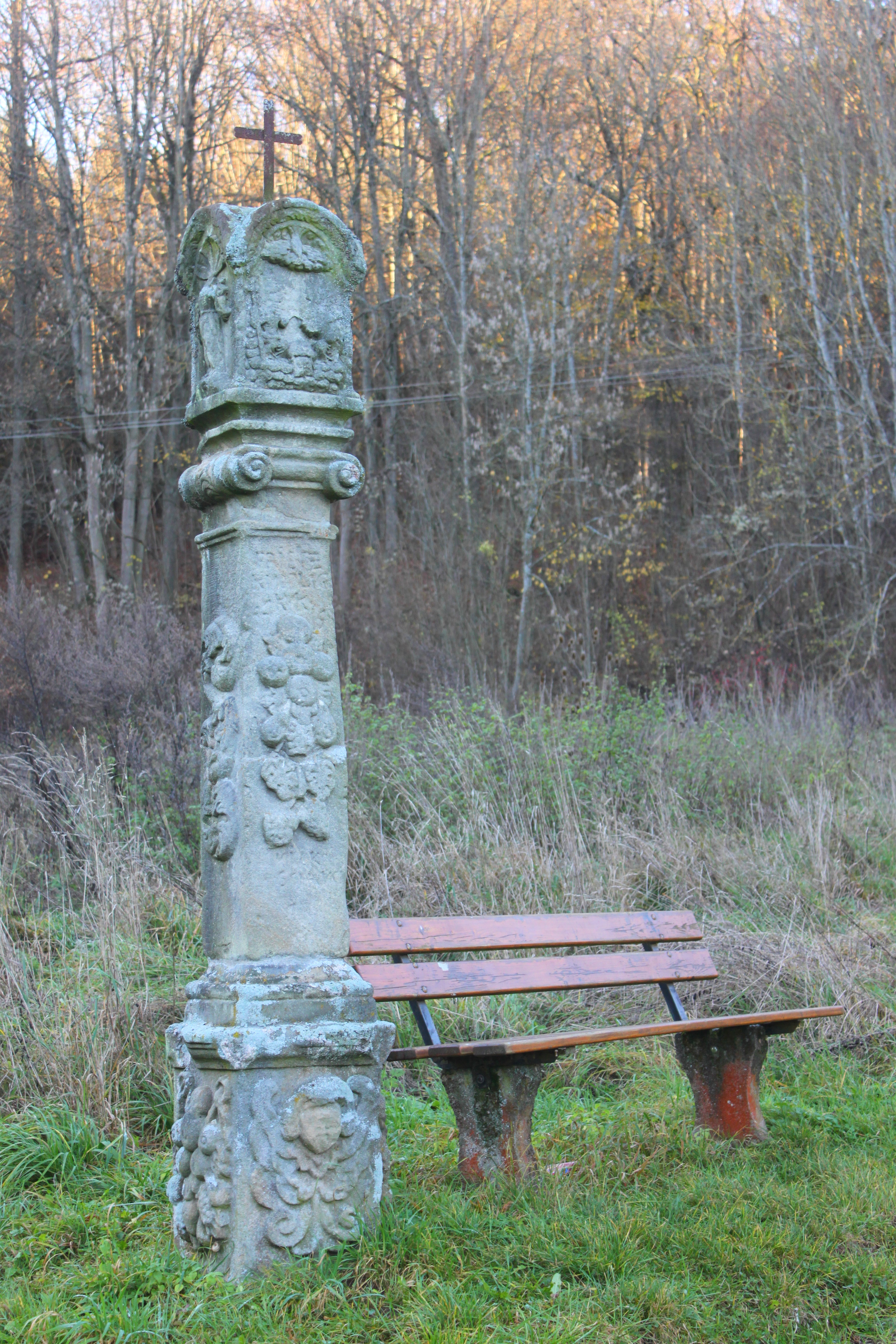
Sandsteierner Bildstock

Bis zur Gebietsreform in Bayern war Oberhof ein Gemeindeteil der Gemeinde Pfaffendorf im Altlandkreis Lichtenfels. Die mit dem bayerischen Gemeindeedikt von 1818 gebildete Gemeinde hatte 1961 insgesamt 254 Einwohner, davon vier in Oberhof, das damals ein Wohngebäude hatte. Nachdem die Gemeinde Pfaffendorf zu Beginn der Gebietsreform am 1. Januar 1972 aufgelöst worden war, wurde Oberloch zu einem Ortsteil der Stadt Weismain, während Pfaffendorf zusammen mit den einigen anderen Ortsteilen nach Altenkunstadt eingemeindet wurde.

## Baudenkmäler
Einziges Baudenkmal ist ein sandsteinerner Bildstock aus dem 18. Jahrhundert, der 200 Meter südlich von Oberloch steht.